# ساندرو راسل
الکساندر راسل (به کاتالان: Alexandre Rosell i Feliu) (متولد ۶ مارس ۱۹۶۴ در بارسلونا، اسپانیا) عموماً با عنوان ساندرو راسل شناخته می‌شود، مدیرعامل سابق بارسلونا می‌باشد. وی در سال ۲۰۱۰ به این سمت رسید و تا سال ۲۰۱۴ در این پست فعالیت داشت. در زمان مدیریت وی، بارسلونا به دو قهرمانی لا لیگا، یک قهرمانی کوپا دل ری، سه قهرمانی سوپرجام اسپانیا، یک قهرمانی لیگ قهرمانان اروپا، یک قهرمانی سوپرجام اروپا و یک قهرمانی جام باشگاه‌های جهان دست یافت. پس از انتقال جنجالی نیمار به تیم بارسلونا، ساندرو متهم به پول‌شویی در این انتقال شد و این اتهام در دادگاه ثابت شد. ساندرو پس از ۲ سال حبس در زندان در روز ۲۷ فوریه ۲۰۱۹، حکم آزادی خود را دریافت کرد.